# Janno Botman
Janno Botman (Andijk, 8 de marzo de 2000) es un deportista neerlandés que compite en patinaje de velocidad sobre hielo. Ganó dos medallas de plata en el Campeonato Mundial de Patinaje de Velocidad sobre Hielo en Distancia Individual, en los años 2024 y 2025, ambas en la prueba de velocidad por equipos.

## Palmarés internacional
| Campeonato Mundial en Distancia Individual | Campeonato Mundial en Distancia Individual | Campeonato Mundial en Distancia Individual | Campeonato Mundial en Distancia Individual |
| Año                                        | Lugar                                      | Medalla                                    | Prueba                                     |
| ------------------------------------------ | ------------------------------------------ | ------------------------------------------ | ------------------------------------------ |
| 2024                                       | Calgary (Canadá)                           | Medalla de plata                           | Velocidad por equipos                      |
| 2025                                       | Hamar (Noruega)                            | Medalla de plata                           | Velocidad por equipos                      |